# M3 «Брэдли»
M3 Bradley Cavalry Fighting Vehicle (M3 CFV) — американская гусеничная бронированная разведывательная машина производства BAE Systems Land and Armaments (ранее United Defense). M3 CFV, входящий в семейство боевых машин «Брэдли», используется тяжелобронированными кавалерийскими подразделениями бронетанковых бригад Армии США.

## Описание
M3 Bradley CFV очень похож на боевую машину пехоты M2 Bradley и оснащён той же двухместной башней с 25-мм пушкой Bushmaster со спаренным 7,62-мм пулемётом M240C. М3 отличается от M2 лишь несколькими тонкими способами и в зависимости от роли. M3 классифицируется как бронированная разведывательная машина и не имеет огневых амбразур (firing ports), характерных для серии M2. М3 несёт больше ракет TOW, а также несёт больше боеприпасов для своих 25-мм пушки и 7,62-мм пулемёта.

### Маскировка
Все версии оснащены двумя четырёхствольными дымовыми гранатомётами M257 в передней части башни для создания защитных дымовых завес, помех и сигнальных ракет. М3 также оснащёна системой дымообразования двигателя.

### Броня
Броня корпуса и башни для всех вариантов — сталь, алюминий 5083, и уникальный башни — алюминий 7039.

### Радиационная, химическая, биологическая защита
В варианте M3A1 была введена система фильтрации газовых частиц.

### Устранение повреждений
В варианте M3A1 была введена система пожаротушения.

### Мобильность
«Брэдли» обладает высокой проходимостью по пересечённой открытой местности в соответствии с одной из главных целей конструкции — не отставать от M1 Abrams. В то время как M113 мог плавать без особой подготовки, Bradley изначально был спроектирован так, чтобы плавать, разворачивая вокруг транспортного средства флотационную завесу. Это привело к нескольким утоплениям из-за неудач во время его первых испытаний. Модернизация брони свела на нет эту возможность.

## Варианты

### M3(A0)
Эта модель, по сути, представляет собой переделанный M2 Bradley. Пассажирский отсек был занят двумя солдатами и большим количеством боеприпасов и ракет. Поскольку на нем не было отделения, огневые амбразуры были закрыты. M3 сохранил три перископа между грузовым люком и въездной рампой, а также перископы вдоль левой стороны машины, в то время как перископы с правой стороны были закрыты, поскольку они были бы недоступны из-за стеллажа для хранения ракет.

### M3A1
В варианте M3A1 была введена система фильтрации газовых частиц для устранения РХБ-угроз. В отличие от M2A1 Bradley, РХБ-маски подключались к центральному фильтру для всех пяти членов экипажа, а не только для водителя, наводчика и командира машины. В этом варианте также была введена система пожаротушения. Три перископа на задней палубе были опущены на M3A1 и заменены четырьмя перископами в самом грузовом люке.

### M3A2
M3A2 включал в себя улучшения брони, такие как возможность установки динамической защиты от M2A2 Bradley. После испытаний боевыми стрельбами также были изменены места для сидения и размещения боеприпасов: наблюдатели переместились на скамейку с левой стороны машины, а размещение ракет было изменено для повышения безопасности. После войны в Персидском заливе в M3A2-ODS были включены другие усовершенствования, в том числе безопасный для глаз лазерный дальномер на углекислом газе, система глобального позиционирования GPS и компас, устройство противодействия ракетам, система боевой идентификации и тепловизор для водителя.

### M3A3
Модель M3A3 использует усовершенствованное информационно-коммуникационное оборудование, центральный процессор и информационные дисплеи для командира машины и командира отделения. M3A3 совместим с системой межтранспортной связи танка M1A2 Abrams и вертолёта AH-64D Apache Longbow. Командир оснащён независимым тепловизионным прицелом и новым интегрированным прицелом под названием Improved Bradley Acquisition System (IBAS), который позволяет автоматически регулировать прицел, автоматически наводить прицел и отслеживать двойные цели. Крыша усилена титановой броней. Многие M3A3 были переделаны из M3A2.

### M3A4
Модель M3A4 оснащена новым двигателем мощностью 675 лошадиных сил (503 кВт). Электронные системы были усовершенствованы. Поставки модернизированных бронемашин начались в 2020 году.